# Neocurtilla
Neocurtilla is een geslacht van rechtvleugeligen uit de familie veenmollen (Gryllotalpidae). De wetenschappelijke naam van dit geslacht is voor het eerst geldig gepubliceerd in 1906 door Kirby.

## Soorten
Het geslacht Neocurtilla omvat de volgende soorten:
- Neocurtilla chiliensis Saussure, 1861
- Neocurtilla claraziana Saussure, 1874
- Neocurtilla hexadactyla Perty, 1832
- Neocurtilla maranona Scudder, 1875
- Neocurtilla robusta Canhedo-Lascombe & Corseuil, 1996
- Neocurtilla scutata Chopard, 1930